# Rue de Chazelles
La rue de Chazelles est une voie du 17e arrondissement de Paris, en France.

## Situation et accès
La rue de Chazelles est une voie publique située dans le 17e arrondissement de Paris.
Cette rue débute place de la République-de-l'Équateur et se termine au 15, rue de Prony, après avoir croisé les rues Léon-Jost, Alfred-de-Vigny et Jadin.
Le quartier est desservi par la ligne 2 à la station Courcelles.

## Origine du nom
Elle porte le nom d'Augustin de Chazelles (1779-1862), baron d'Empire, préfet et directeur des Postes, ancien propriétaire du terrain sur lequel la voie a été ouverte.

## Historique

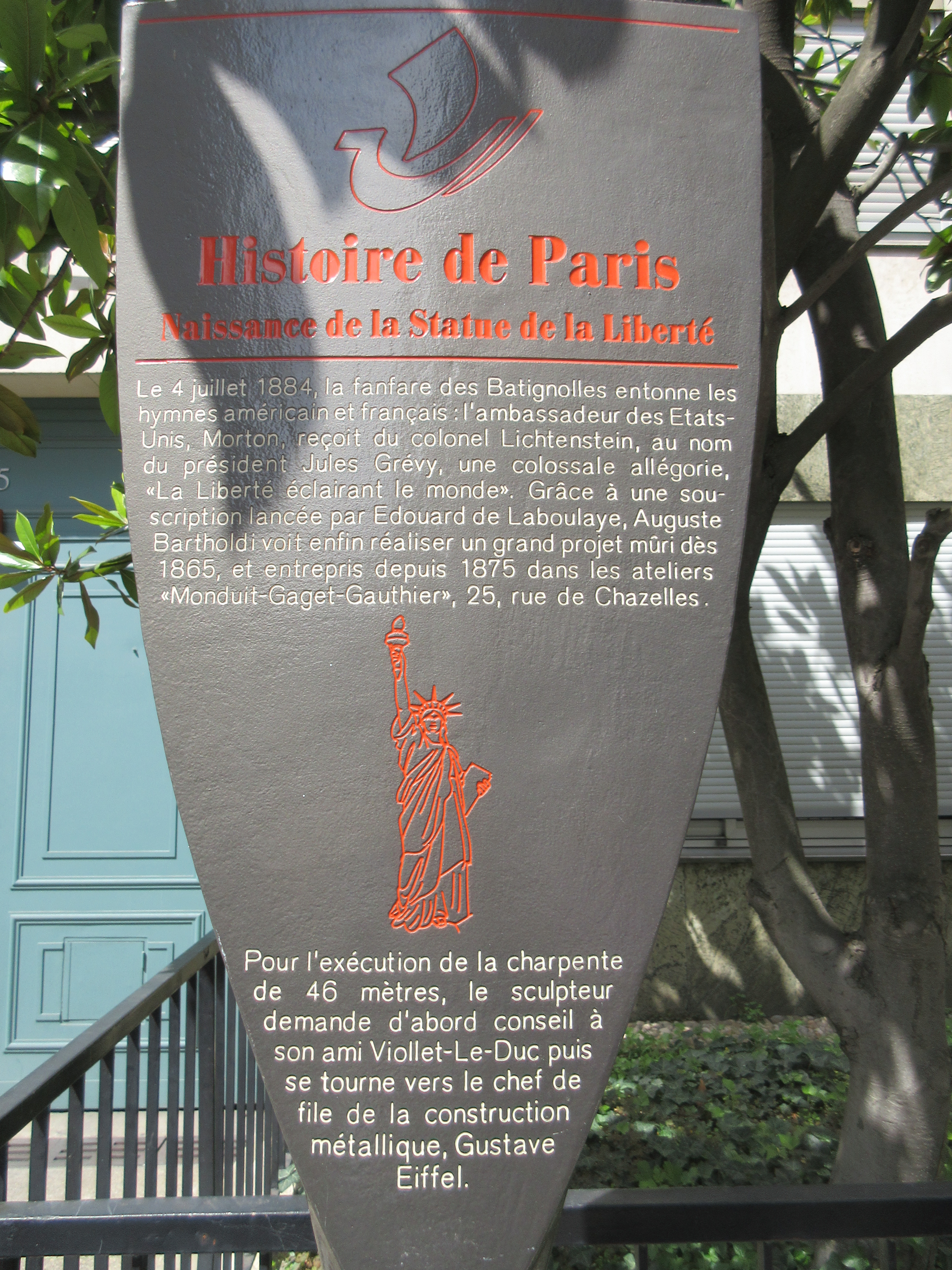
Panneau Histoire de Paris 25, rue de Chazelles.

Initialement, cette ancienne voie de la commune des Batignolles devait être ouverte vers 1846 pour relier la rue de Courcelles à la route d'Asnières, mais, en 1860, celle-ci n'avait pas dépassé la place Malesherbes. L'ouverture est donc ajournée.
Finalement cette voie est créée par arrêtés des 26 décembre 1873 et 23 mars 1882 entre la rue de Prony et la rue de Courcelles.
C'est dans cette rue que fut réalisée la statue de la Liberté de New York en 1878.
Avant 1971, la rue de Chazelles commençait rue de Courcelles et boulevard de Courcelles ; à cette époque, on a donné le nom de place de la République-de-l'Équateur au carrefour formé par ces voies.

## Bâtiments remarquables et lieux de mémoire
- No 17 : demeure d'Antoine Laurent de Lavoisier, fermier général, membre de la société des siècles des Lumières en 1776[2]. C'est aussi l'adresse de Corinne, l'un des personnages principaux du roman d'Henri Troyat Une extrême amitié.
- No 25 : ancien emplacement d’importants ateliers de couverture, de plomberie, de chaudronnerie, de distribution d’eau en milieu urbain ainsi que de réalisation et de restauration d’ornements en fonte, fer et plomb. Fondée à Saint-Germain-en-Laye avant d’être transférée rue de Chazelles en 1860, l’entreprise changea au fil des associations, successions et rachats, plusieurs fois de nom : Monduit et Béchet, Monduit et fils, Gaget, Gauthier et Cie, Mesureur et Monduit fils, etc. En 1873, elle réalise en parallèle avec les ateliers Charnod de l'avenue du Commandeur[3] la restauration de la colonne Vendôme, détruite lors de la Commune de Paris deux ans plus tôt. Elle fut aussi chargée du martellement des 300 feuilles de cuivre de la statue monumentale La Liberté éclairant le monde d’Auguste Bartholdi, ainsi que de leur assemblage. Celui-ci fut en grande partie réalisé dans les ateliers de la rue de Chazelles avant d’être achevé en juin 1884 sur un terrain attenant. À l'époque, c'est une attraction, si bien qu'un journaliste du Temps écrit : « C'est une des curiosités les plus intéressantes de Paris », conseillant à ses lecteurs de s'y rendre. Victor Hugo parcourut par exemple les deux étages intérieurs de la statue. Elle est démontée, transportée puis inaugurée à New York en 1886. En 1925 existe encore sur le site une plomberie et cuivrerie d'art. De nos jours, il s'agit d'un immeuble sans intérêt architectural particulier[4],[5].

Vues du no 25
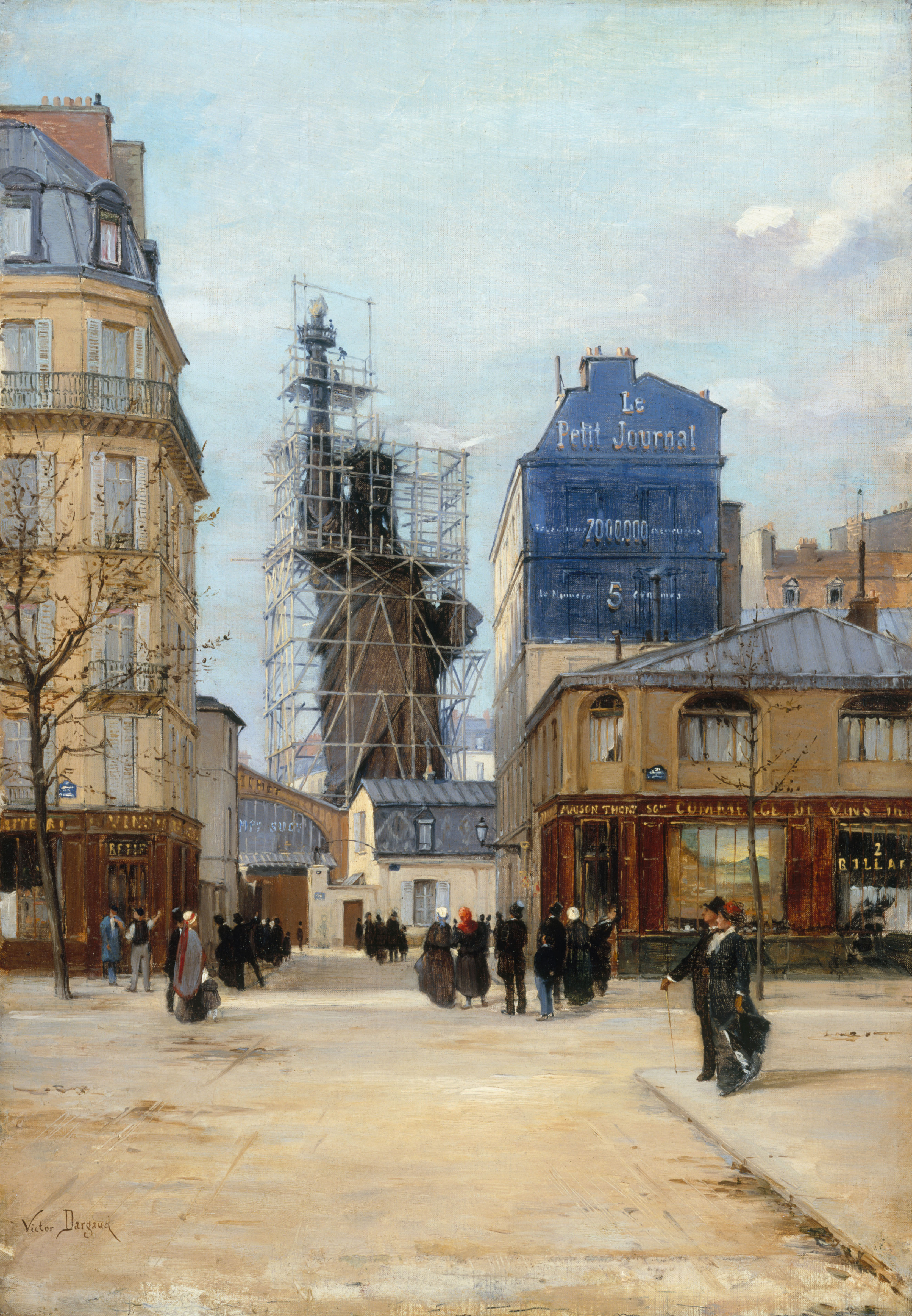
La Statue de la Liberté de Bartholdi dans les ateliers Gaget-Gautier, rue de Chazelles (Paul-Joseph-Victor Dargaud, vers 1885).
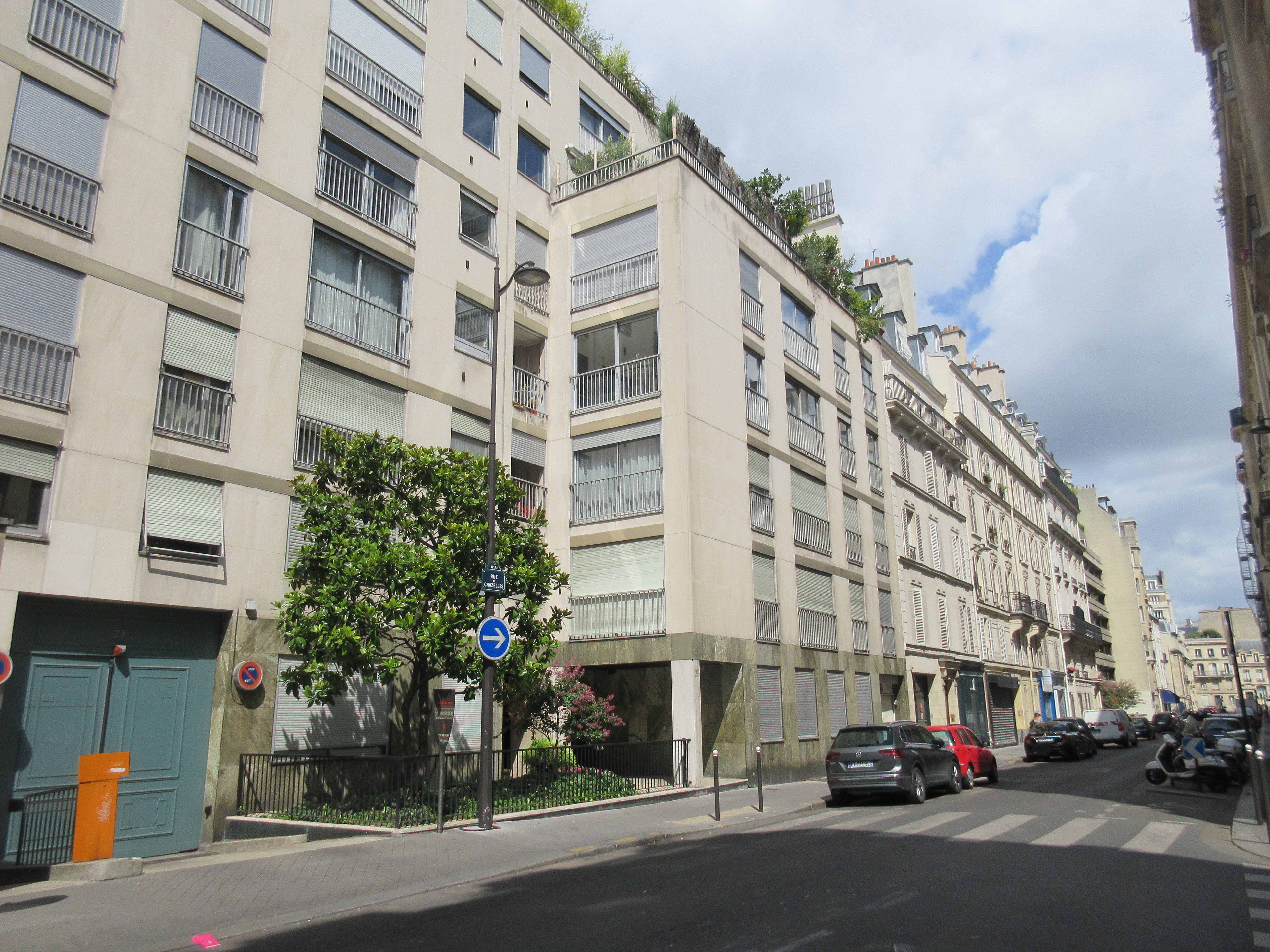
Le 25 rue de Chazelles en 2019.